# Isidore Clut

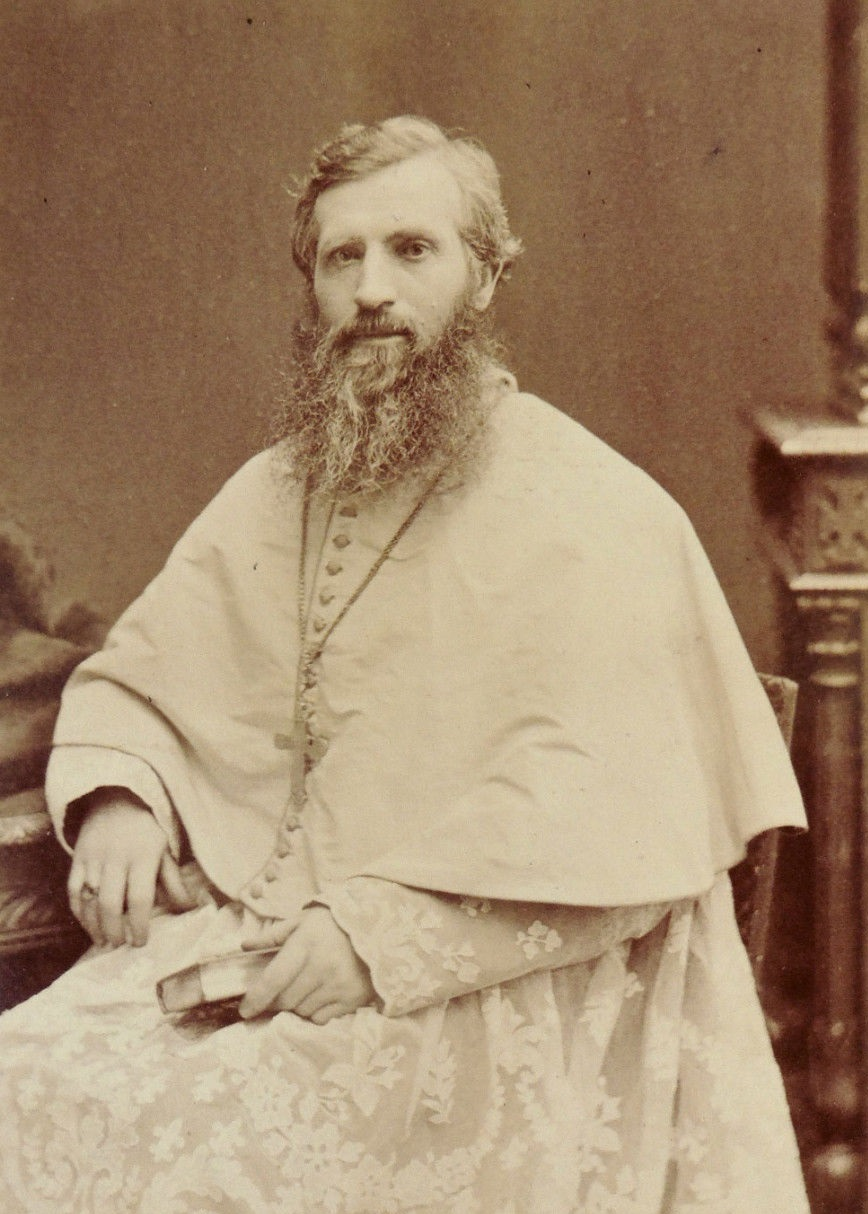
Weihbischof Isidore Clut OMI

Karte des Apostolischen Vikariats Athabasca Mackenzie mit den von Isidore Clut OMI besuchten Orten

Isidore Clut OMI (* 11. Februar 1832 in Saint-Rambert-d’Albon, Frankreich; † 9. Juli 1903 in Saint-Bernard, Alberta, Kanada) war ein französischer Ordensgeistlicher und römisch-katholischer Weihbischof in Athabasca Mackenzie.

## Leben
Isidore Clut besuchte ab 1848 das Bischöfliche Knabenseminar in Valence. Er trat am 3. Dezember 1853 der Ordensgemeinschaft der Oblaten der Unbefleckten Jungfrau Maria bei, wurde am 8. Dezember desselben Jahres eingekleidet und legte am 8. Dezember 1854 im Scholastikat in Montolivet die erste Profess ab. Am 8. Juni 1856 erhielt Clut in der Privatkapelle des Ordensgründers Eugen von Mazenod die Tonsur.
Isidore Clut begab sich am 3. Juni 1857 in Liverpool an Bord der North American auf die Überfahrt nach Kanada, wo er am 14. Juni desselben Jahres in Québec ankam. Der Bischof von Saint-Boniface, Alexandre-Antonin Taché OMI, weihte ihn am 29. Juni 1857 in der Kirche Saint-Pierre in Montreal zum Subdiakon, am 29. November in der Kirche Saint-Norbert zum Diakon und am 20. Dezember spendete er ihm schließlich in der Kathedrale Saint-Boniface das Sakrament der Priesterweihe.
Am 4. Juni 1858 begab sich Clut auf den Weg zur Missionsstation Nativité. Dazu überquerte er gemeinsam mit Pater Kearney auf einem Lastkahn der Hudson’s Bay Company den Winnipegsee und fuhr den Saskatchewan River hinauf bis dorthin, wo sich die Gewässer der Hudson Bay teilen. Von dort fuhr er den Athabasca River hinab bis zur Missionsstation Nativité in Fort Chipewyan, wo er am 7. August 1858 ankam. Isidore Clut erlernte die lokalen indianischen Sprachen. Im März und April 1859 unternahm er erste Schneeschuh-Expeditionen beim Stamm der Caribou Eaters von Fond-du-Lac. Im Jahre 1861 verließ Clut aus Krankheitsgründen die Missionsstation Nativité.
Am 3. August 1864 ernannte ihn Papst Pius IX. zum Titularbischof von Arindela und zum Weihbischof in Athabasca Mackenzie. Der Apostolische Vikar von Athabasca Mackenzie, Henri Joseph Faraud OMI, spendete ihm am 15. August 1865 in Athabasca die Bischofsweihe. Bis 1868 unternahm Clut weitere Expeditionen und fuhr mit einem kleinen Boot den Peace River bis Fort Vermilion hinab. 1869 kehrte Isidore Clut nach Europa zurück, wo er am Ersten Vatikanischen Konzil teilnahm und Spenden für die Fortsetzung seiner Missionsarbeit in Kanada sammelte.
Am 9. April 1870 brach Isidore Clut von Brest aus wieder nach Kanada auf. Er erreichte am 9. Oktober desselben Jahres erneut die Missionsstation Nativité. Unmittelbar danach fuhr er den Slave River hinauf nach Fort Resolution. Am 27. November 1870 kam er in Fort Providence an. 1872 unternahm Clut eine Missionsreise ins Gebiet des Beringmeers. Am 11. September desselben Jahres erreichte er Fort Good Hope, von wo aus er am 14. September zum Zusammenfluss des Peel Rivers mit dem Mackenzie River weiterfuhr. Isidore Clut erreichte Fort McPherson und am 13. Oktober 1872 Fort Yukon, wo er die Gwich'in und Inuit missionierte. Am 15. Mai 1873 kam er in Nuklukayet an und später in Nulato. Das Beringmeer erreichte er am 19. Juni desselben Jahres, bevor er sich am 1. Juli auf den Rückweg begab.
1875 besuchte Clut Fort Vermilion, 1875 Fort Simpson und 1876 die Missionsstation Liard. Anschließend kehrte er für einige Zeit nach Frankreich zurück, bevor er 1880 nach Fort Rae im Gebiet der Tlicho ging. Nachdem sich Isidore Clut 1882 in Fort Providence niedergelassen hatte, wollte er 1885 erneut Fort Good Hope besuchen, aber er musste in Montreal ins Krankenhaus eingewiesen werden. Zum Zweck der Genesung reiste Clut 1889 nach Frankreich. Am 26. September 1890 trat Isidore Clut als Weihbischof in Athabasca Mackenzie zurück. Er kehrte nach Athabasca zurück und ließ sich in Saint-Bernard am Kleinen Sklavensee nieder, wo er am 9. Juli 1903 starb. Sein Grab befindet sich auf dem Grouard Mission Cemetery.